# Петрусенко Олександр Олександрович
Олександр Олександрович Петрусенко (нар. 26 березня 1998, Київ, Україна) — український футболіст, півзахисник клубу «Аланіяспор».

## Клубна кар'єра

### Ранні роки
Народився в Києві. Вихованець місцевої ДЮСШ-15, у футболці якої з 2012 по 2015 рік виступав у ДЮФЛУ. Влітку 2016 року перейшов у «Динамо». Дебютував у футболці киян 24 серпня 2016 року в переможному (2:0) виїзному поєдинку юнацького чемпіонату України проти «Олександрії». За «Динамо U-19» у сезоні 2016/17 років зіграв 26 матчів в юнацькому чемпіонаті України, в яких відзначився 1 голом. У вище вказаному сезоні також зіграв 3 матчі в Юнацькій лізі УЄФА, в якій дебютував 23 листопада 2016 року в програному (0:2) виїзному поєдинку 5-го туру групового етапу проти «Наполі». Олександр вийшов на поле в стартовому складі, а на 89-ій хвилині його замінив Олександр Мельник. Починаючи з сезону 2017/18 років виступав за молодіжну команду «Динамо», у складі якої за два сезони зіграв 47 матчів та відзначився 5-ма голами. По завершенні сезону 2018/19 років залишив «динамівців».

### «Гірник-Спорт»
У липні 2019 року відправився на перегляд у «Металіст 1925», однак харків'янам не підійшов і повернувся в «Динамо». На початку вересня 2019 року отримав статус вільного агента й на початку жовтня 2019 року перейшов у «Гірник-Спорт». Дебютував за команду з Горішніх Плавнів дебютував 5 жовтня 2020 року в переможному (1:0) домашньому поєдинку 12-го туру Першої ліги України проти «Минаю». Петрусенко вийшов на поле на 83-ій хвилині, замінивши Віктора Лиховидька. За півтора неповні сезони в складі «Гірник-Спорту» в Першій лізі зіграв 28 матчів, ще 3 поєдинки провів у кубку України. Взимку 2020/21 років у клубу з Горішніх Плавнів виникли фінансові труднощі й Олександр Петрусенко став одним з гравців, які залишили команду.

### «Минай»
У січні 2021 року перейшов до «Минаю». У футболці нового клубу дебютував 13 лютого 2021 року в програному (1:2) домашньому поєдинку 14-го туру Прем'єр-ліги України проти «Львова». Олександр вийшов на поле в стартовому складі, на 17-ій хвилині отримав жовту картку, а на 46-ій хвилині його замінив Олексій Хахльов. У сезоні 2020/21 років зіграв 10 матчів у вищому дивізіоні чемпіонату України та 3 поєдинки у кубку України, аде минай посів останнє 14-те місце в Прем'єр-лізі та вилетів на наступний сезон до Першої ліги.

## Кар'єра в збірній
Наприкінці серпня 2016 року отримав дебютний виклик від Володимира Циткіна до складу юнацької збірної України (U-19) для участі в меморіальному турнірі Стевана Вілотича в Сербії. З 2016 по 2017 рік провів 4 поєдинки в команді U-19.
На початку листопада 2018 року отримав виклик від Олександра Головка до складу молодіжної збірної України, у футболці якої дебютував 16 листопада 2018 року в нічийному (3:3) поєдинку проти Грузії. Петрусенко вийшов на поле в стартовому складі та відіграв увесь матч.

## Досягнення
«Динамо» (Київ)
- Юнацький чемпіонат України
  -  Чемпіон (1): 2016/17